# Volamena
Volamena est une commune rurale malgache dans le district d'Ambalavao, dans le centre-sud de la région Haute Matsiatra.